# Pożar w Iroquois Theatre
Pożar w Iroquois Theatre – katastrofalny pożar w chicagowskim Iroquois Theatre 30 grudnia 1903 r., w wyniku którego zginęło 605 osób.
Iroquois Theatre został otwarty pod koniec listopada 1903 r. 30 grudnia w budynku odbywała się muzyczna komedia na podstawie baśni Sinobrody. Na sali było ponad 1700 zajętych miejsc, ponadto dużo widzów zakupiło miejsca stojące. Zaraz po tym, jak ok. godz. 15:15 w przedstawieniu zaczęto drugi akt, w głębi sceny pojawił się ogień, szybko zajmując łatwopalne dekoracje. Dodatkowo z powodu awarii nie udało się całkowicie opuścić azbestowej kurtyny bezpieczeństwa oddzielającej scenę od widowni.
Aktorzy grający w spektaklu uciekli przez boczne wyjście, a osoby znajdujące się na widowni (głównie kobiety i dzieci) w panice skierowały się do wejścia głównego. W trakcie chaotycznej ewakuacji, tratując się nawzajem, zginęło 605 osób.
Prowadzone w sprawie śledztwo wykazało, że przyczyną pożaru była iskra z lamp łukowych znajdujących się na scenie.